# Saint Nicolas (yacht)
M/Y Saint Nicolas är en superyacht tillverkad av Lürssen i Rendsburg. År 2005 beställde den amerikanske entreprenören Warren E. Halle tre systeryachter, Apoise, Martha Ann och Saint Nicolas. Tre år senare köpte den ryske oligarken Vasilij Anisimov Saint Nicolas för 71,5 miljoner euro men sålde den i slutet av 2018 för 46,7 miljoner euro.
Saint Nicolas designades av Espen Øino medan François Zuretti designade interiören. Superyachten är 70,2 meter lång och har sängplatser till 16 passagerare i sju hytter, plus en besättning på 17 personer.

## Bilder

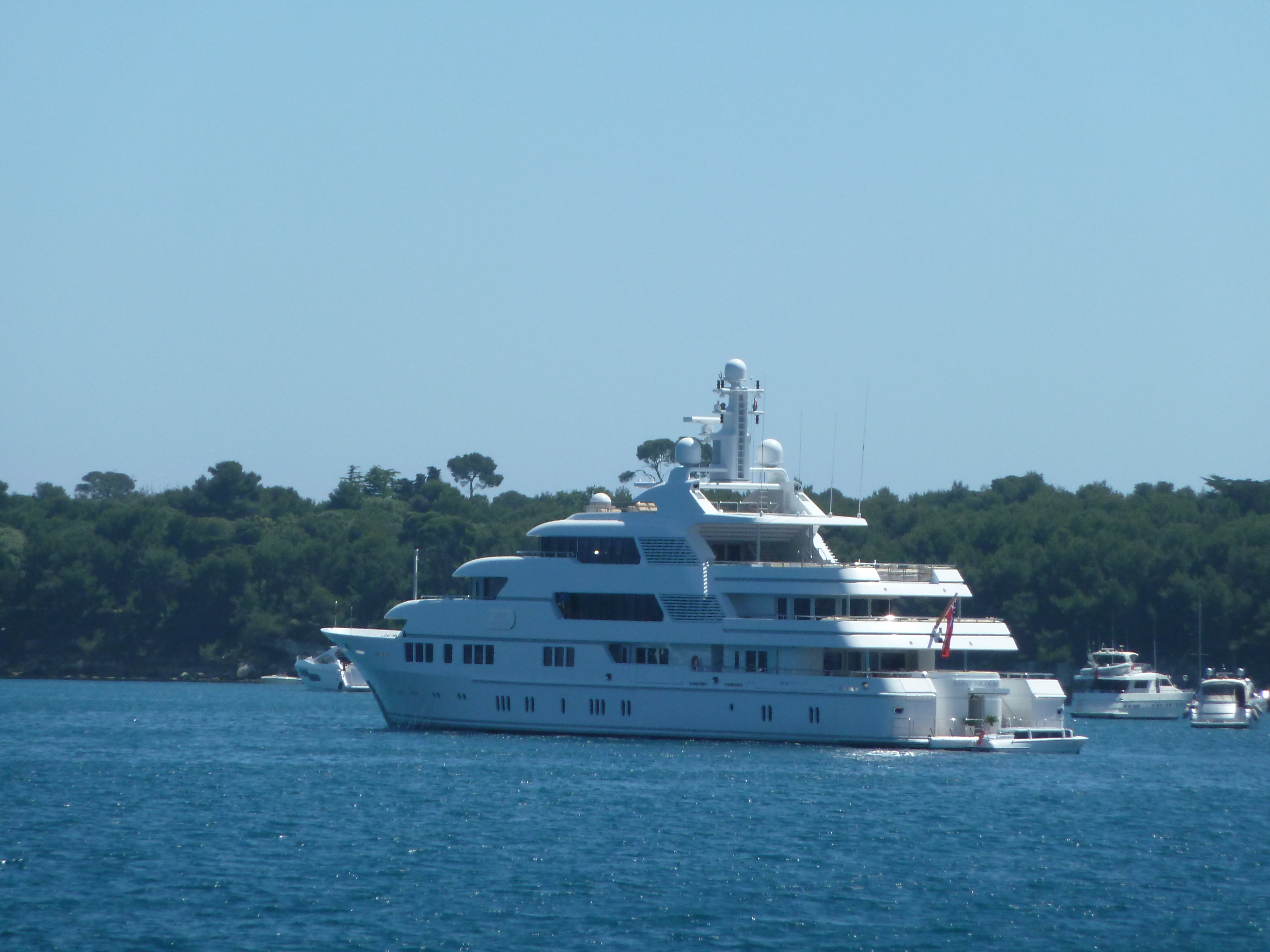
Saint Nicolas utanför Juan-les-Pins i Frankrike, 2014.
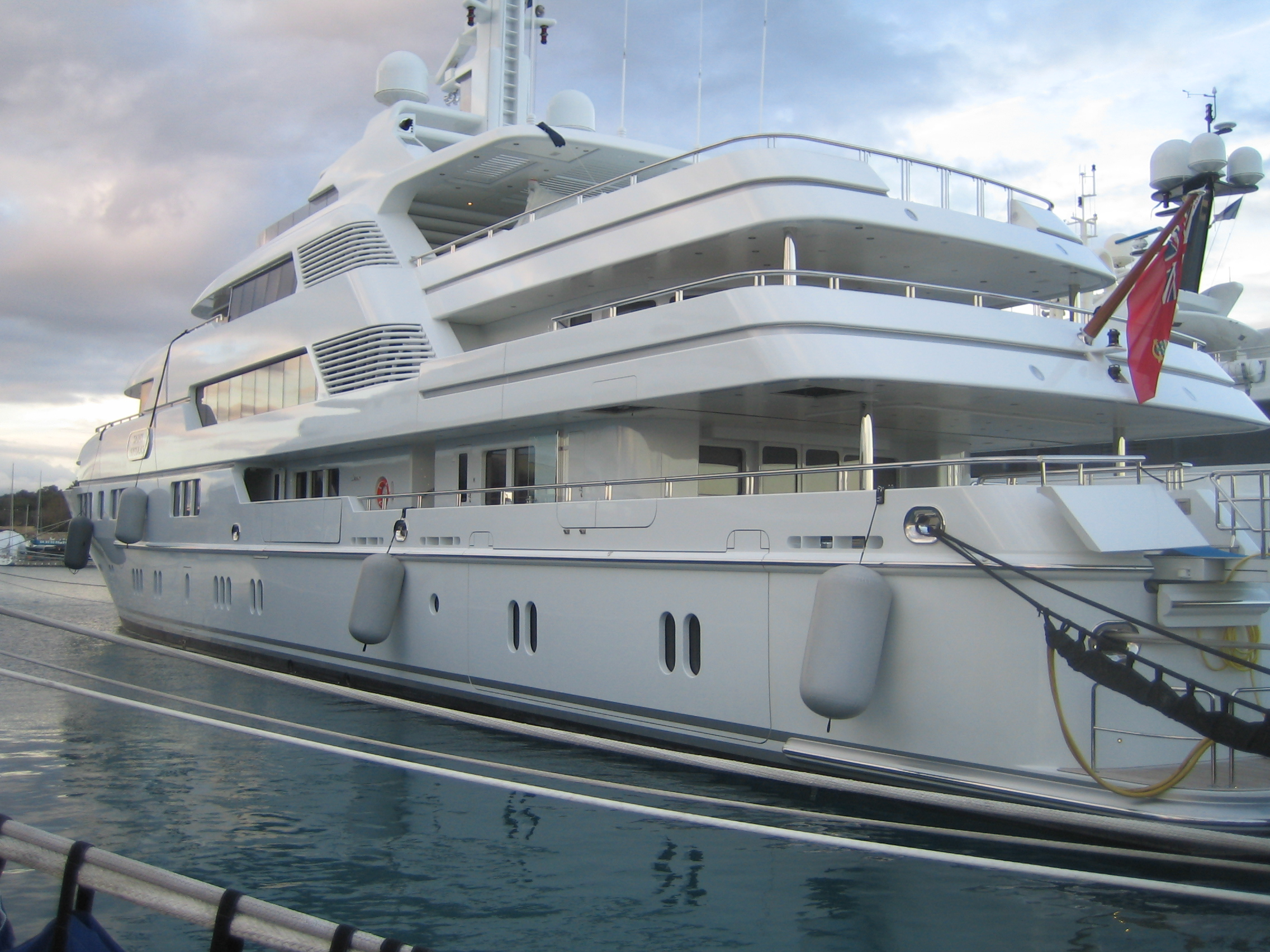
Saint Nicolas i Antibes i Frankrike, 2009.